# Зграда Гимназије у Смедеревској Паланци
Зграда Гимназије у Смедеревској Паланци је подигнута 1928–1929. године и представља непокретно културно добро као споменик културе.

## Историјат
Паланачка гимназија у Смедеревској Паланци је основана 30. октобра 1919. године указом Краља Александра а на предлог тадашњег министра просвете Павла Маринковића као паланачка приватна (нижа) четвороразредна Гимназија. Прве ученике је примила јануара 1920. године. Приватна Гимназија је 1925. године постала државна, тако да захваљујући добротворним прилозима грађана на месту постојеће зграде је саграђена садашња зграда која је завршена 1929. године.
За време Другог светског рата не престаје са радом, само су ученици размештени по другим објектима у граду. По завршетку рата, Гимназија ради под називом Потпуна мешовита Гимназија у Паланци Смедеревској. Школа ће променити назив у „Света Ђорђевић“, по имену бившег ученика који је трагично погинуо у Другом светском рату, како се и води на списку споменика културе (СК 614). На зеленој површини испред зграде се налази његова спомен-биста. Затим ће постати образовни центар за усмерено образовање, па онда опет постаје класична Гимназија са природно-математичким и друштвено-језичким смером. Назив Паланачка гимназија званично носи од 1. септембра 2005. године.

## Архитектура
Зграда гимназије је монументалних размера и сложене основе, великих хоризонталних габарита, репрезентативних облика и архитектуре. Изведен је у масивном конструктивном систему са носећим зидовима израђеним од опеке положене у малтер. Састоји се од подрума, приземља, спрата и поткровног простора. Међуспратне конструкције су армирано бетонске, осим конструкције између спрата и поткровног простора, која је изведена од дрвета. Кров има сложену основу, кровна конструкција је дрвена, нагиби кровних равни су правилни и релативно благи са стрехама препуштеним дубоко у поље. Кровни покривач је бибер цреп.
Зграда гимназије је пројектована у складу са тадашњим принципима формирања функционално-организационе шеме школских објеката. Утиску опште монументалности и отмене репрезентативности, уз дозу одређене строгости у форми, посебно доприноси улична фасада. Главна архитектонска доминанта објекта је посебно наглашен централни ризалит са главним улазом у школу изнад кога је као посебан архитектонски мотив изведен балкон на стубовима квадратног пресека. Доследно примењени ренесансни принцип пуне симетрије у потпуности је испоштован код остваривања геометрије и ритма, како облика и форми, тако и смене пуног и празног. Неоренесансна природа овог здања огледа се у сведеној рустичној обради приземља, централном ризалиту са степеништем и балконом који наглашавају главни улаз у објекат, и у одређеној мери у начину обраде спрата, која одговара форми „piano nobbile“.